# Eric Roberts
Eric Roberts (n. 18 aprilie 1956, Biloxi, Mississippi, SUA) este un actor american de teatru și film. Eric Roberts este fratele mai mare al Juliei Roberts și al Lisei Roberts Gillan.

## Biografie

### Copilăria
Eric Roberts era foarte atașat de tatăl lui, care l-a călăuzit spre actorie. Față de mama sa era foarte distant pentru că se căsătorise cu un bărbat pe care Eric îl detesta. Are două surori : Julia și Lisa Gillan, pe care le iubește foarte mult. Tatăl său a făcut tot posibilul să studieze la Royal Academy of Dramatic Art în London și American Academy of Dramatic Arts in New York. În 1976 a avut primul rol în serialul Another World. După un an agentul lui l-a ajutat să obțină rolul din King of the Gypsies, după un timp a apărut în filmul pentru televiziune The Raggedy Man (1981), alături de Sissy Spacek. În luna iulie a aceluiași an a suferit un grav accident de circulație în timp ce se ducea să își viziteze partenera, pe Sandy Dennis.

### Cariera
Cel mai de succes rol al lui a fost în filmul Star 80 (1983), în regia lui Bob Fosse. A fost nominalizat la Oscar, pentru rolul din Runway Train. Sora lui, Julia Roberts, a debutat în filmul Blood Red (1988) alături de Eric, devenind una dintre cele mai cunoscute actrițe din istoria cinematografiei.

## Filmografie
- 1978 King of the Gypsies
- 1980  Paul Case
- 1981 Raggedy Man
- 1983 Star 80
- 1984 The Pope of Greenwich Village, The Coca-Cola Kid
- 1985 Runaway Train
- 1986 Slow Burn,    Nobody’s Fool
- 1989 Best of the best
- 1990 The ambulance
- 1991 By the Sword
- 1992 Final Analysis
- 1993 Best of the best 3
- 1994 Love Is a Gun
- 1994 The Specialist,    The Nature of the Beast
- 1995 The Immortals,    Saved by the Light,   TheGrave,   It’s my Party,   Heaven’s Prisoniers
- 1996 The Cable Guy,   Doctor Who, The Drew Carey Show,   In Cold Blood,   Public Enemies,   Erasier
- 1997 The Odyssey,   Most Wanted,   Oz,   The Prophecy II
- 1998 The Shadow Men,   La Cucaracha,   Purgatory,   Lansky,   Touched by an Angel
- 1999 Wildflowers,   Spawn,   Heaven’s Fire,   Luck of the Draw
- 2000 Cecil B. DeMented,   Tripfall,   The King of Queens
- 2001 Law and Order: Special Victims Unit,   Raptor,   Spun,   Wolves of Wall Street
- 2002 Less Than Perfect,   Justice League,   National Security, Jaful
- 2003 L.A. Confidential,   Miss Cast Away,   Six: The Mark Unleashed,   Danny Phantom
- 2005 CSI: Miami,   The Civilization of Maxwell Bright,   Phat Girlz,   AGuide to Recognizing Your Saints
- 2006 Dead or Alive DOA,   The L World,   Fatal Desire,   Aurora,   Pandemic
- 2007 Heroes,   Edgar Allan Poe’s Ligeia,   Witless Protection,   Fear Itself
- 2008 Law & Order: Criminal Intent,   Dark Honeymoon,   The Dark Knight,   The Cleaner,   Entourage,   Royal Kill
- 2009 	In the Blink of an Eye, The Steam Experiment,  Rock Slyde, Royal Kill, Shannon's Rainbow, Edgar Allan Poe's Ligeia, The Whole Truth, The Butcher, Project Solitude, Crash
- 2010 	Crimes of the Past, Westbrick Murders, Eroi de sacrificiu, Sharktopus, Enemies Among Us.
- 2012: Semnul fiarei